# Ford Torino Talladega
La Ford Torino Talladega è una versione fastback della Ford Torino realizzata dalla Ford nel 1969.

## Contesto

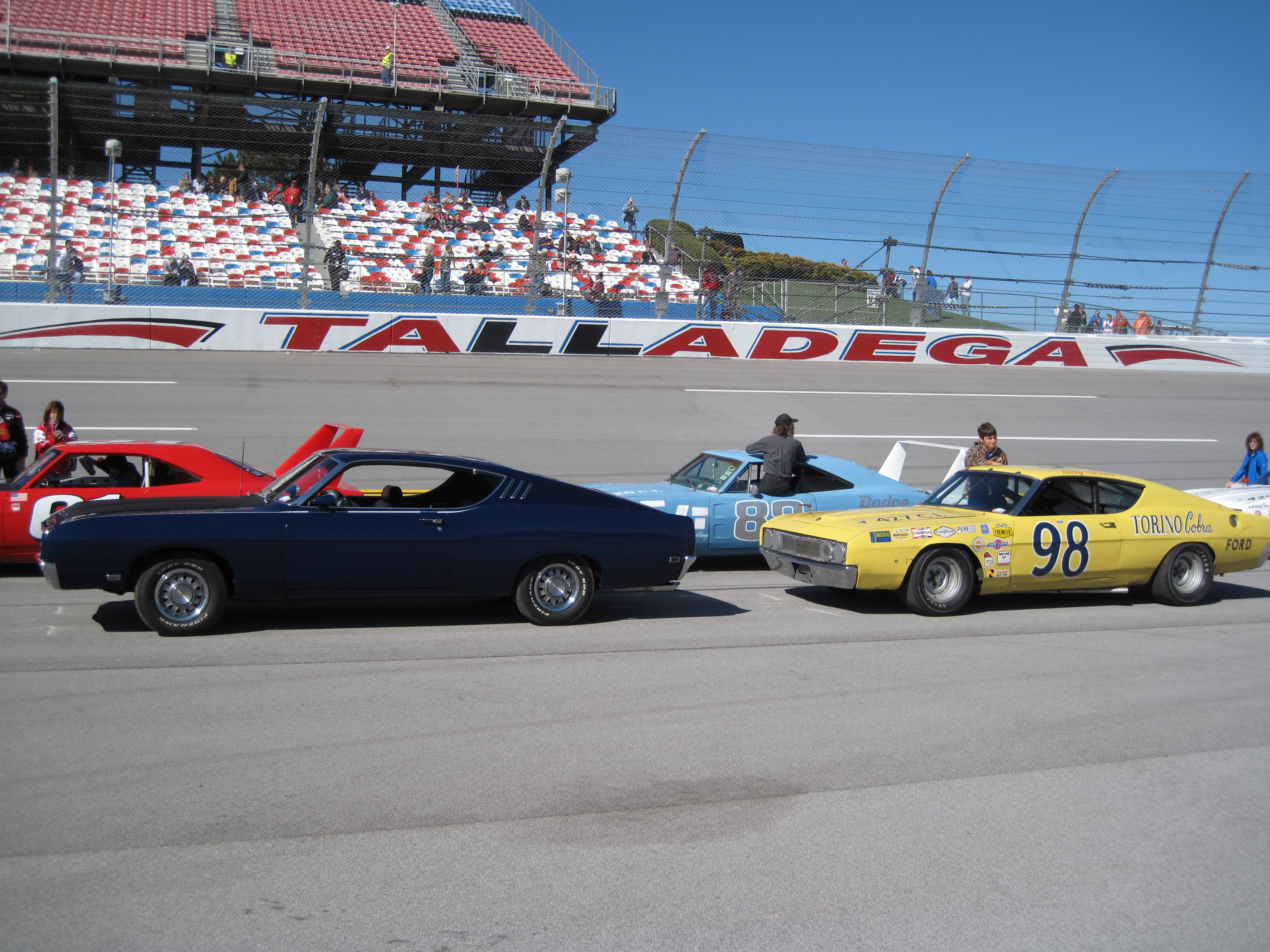
Delle Talladega al Talladega Superspeedway nel 2009.

La vettura risultò molto aerodinamica e venne progettata principalmente per competere nelle gare NASCAR con la Dodge Charger 500.
Ne vennero costruite 754. Tuttavia 502 degli esemplari costruiti vennero venduti al pubblico poiché, secondo le norme d'omologazione, un certo numero di esemplari doveva essere destinato al pubblico, le tre colorazioni disponibili erano: Bianco Wimbledon, Marrone Royale e Blu presidenziale. Altra particolarità fu il cofano di colore nero opaco. Le Talladega destinate alle gare furono 247 e il resto furono solo dei prototipi.
La Talladega vinse 29 gare durante le stagioni del 1969 e del 1970.
Aveva un motore V8 da 7 litri di cilindrata, il cambio era il C-6 Cruise-o-Matic automatico. Poteva passare da 0 a 100 km/h in 7,2 secondi e poteva raggiungere una velocità massima di 206 km/h.
Il nome deriva dal Talladega Superspeedway, un circuito NASCAR dove la vettura ottenne numerosi successi e la cui costruzione terminò proprio nel 1969.
Attualmente la Talladega è un'auto molto ricercata dai collezionisti.